# John Gore

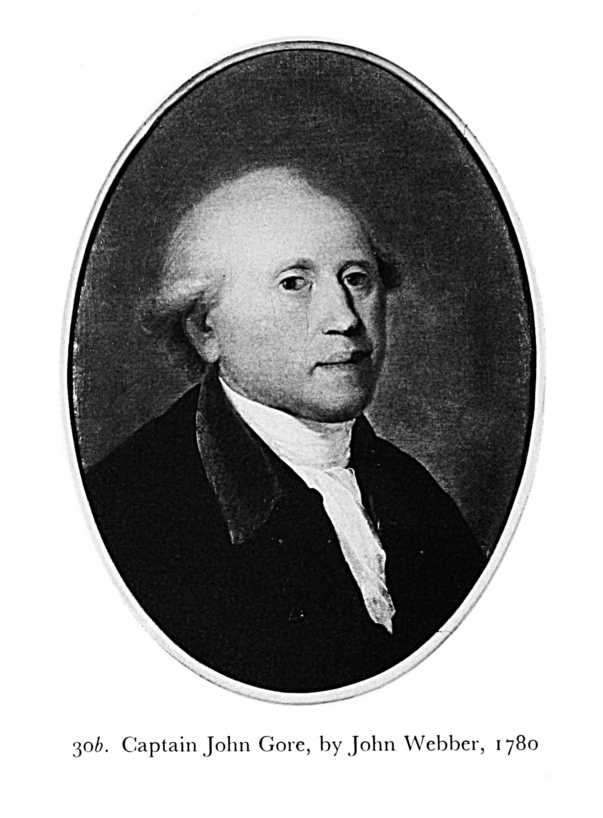
Porträt John Gores von John Webber, 1780

John Gore (* 1729 oder 1730 im Middlesex County in Virginia; † 10. September 1790 in Greenwich) war ein Seemann aus der britischen Kolonie Virginia in Nordamerika, der an Bord von Schiffen der britischen Royal Navy insgesamt vier Mal die Welt umrundete.

## Leben
Über die frühen Jahre von John Gore als Seemann ist wenig bekannt. Seine beiden ersten Weltumrundungen machte er an Bord der Dolphin, die unter den Kommandos von John Byron 1764–1766 und Samuel Wallis 1766–1768 als erstes Schiff zweimal die Welt umsegelte.
John Gore umrundete danach noch weitere zwei Male die Welt, indem er James Cook auf dessen erster und dritten Expedition in die Südsee begleitete. Dabei fungierte er als Übersetzer zwischen Kapitän Cook und den "Königen" Tahitis. 1771 befehligte Gore das Schiff des Botanikers Joseph Banks auf einer Reise nach Island und zu den Hebriden. 
Gore übernahm auch letztendlich das Kommando der 1776 gestarteten dritten Expedition von James Cook, nachdem Cook den Tod auf Hawaiʻi gefunden hatte und dessen Nachfolger Charles Clerke im August 1779 ebenfalls im Pazifik verstorben war. Unter Gores Kommando und mit Hilfe des Navigators William Bligh kehrten die Schiffe Resolution und Discovery im Herbst 1780 sicher nach England zurück. Obwohl Gore nach seiner Rückkehr von dieser Weltumrundung am 3. Oktober 1780 zum Postcaptain befördert wurde, blieb er fortan in Greenwich auf der alten Stelle von James Cook am Greenwich Hospital, wo er 1790 starb.
Gores Sohn, John Gore, wurde 1795 ein Leutnant der Royal Navy.

## Ehrungen
Nach John Gore wurden der Gore Point und die Gore-Halbinsel (Gore Peninsula) im alaskischen Kenai-Fjords-Nationalpark durch den Kapitän Nathaniel Portlock benannt.
Portlock war ein enger Freund, dessen Familie er bereits aus Virginia kannte und der im 18. Jahrhundert die Pazifikküste im Nordwesten Amerikas erforschte.

## Film
In dem vierteiligen Fernsehfilm Wind und Sterne wurde John Gore von dem deutschen Schauspieler Erich Hallhuber dargestellt.